# Ioannis Vouldis
Ioannis Vouldis, ist Mitglied der neonazistischen griechischen Partei Chrysi Avgi. Seit der Parlamentswahl in Griechenland Mai 2012 ist er Abgeordneter des  griechischen Parlaments.

## Leben
Vouldis ist Veteran und Rentner und kandidierte für den Wahlbezirk Athen.
In einem Interview mit Die Welt sagten Vouldis und Theodoros Koudounas, die Partei strebe eine Revolution und eine neue Zivilisation an. Zu diesem Zweck sollten „nur noch Menschen rein griechischen Blutes“ Wahlrecht haben, wenn eines Tages die „Goldene Morgendämmerung“ an die Macht komme. Bis dahin sei es ein weiter Weg, denn sie würden mit niemandem koalieren und wollten die absolute Mehrheit. Zudem soll das Bildungssystem geändert werden, um aus Griechenlands Jugend „eine wahre Nation“ zu formen. Gegenwärtig seien die Griechen „nur ein Volk, nicht eine Nation – denn zur Nation gehört eine Vision“. Daher solle der Geschichtsunterricht revolutioniert werden, Altgriechisch würde Pflichtfach werden.
Gegenüber der französischen Wochenzeitung Le Nouvel Observateur sagte er: „Wir wollen nicht infrage stellen, dass Hitler ein Kriegsverbrecher war. Aber hat er wirklich so viele Menschen umgebracht, wie die Leute sagen? Was ist mit Nagasaki - ein Völkermord? Unsere Reflexionen über diese Angelegenheiten verärgern offensichtlich die Amerikaner und die jüdischen Bankiers, die die Welt regieren...“
Im Juni 2012 wurden kurzfristig Vouldis und der Abgeordnete Ilias Panagiotaros festgenommen. Bei der Festnahme handelte es sich um den Verdacht einer Attacke auf einen 31-jährigen Pakistani. Alle sechs von der Polizei Festgenommenen kamen mangels Beweisen nach kurzer Zeit wieder auf freien Fuß. Unter den Festgenommenen war auch die Tochter von Nikolaos Michaloliakos.
Vouldis leitet bei der Chrysi Avgi unter anderem auch eine Jugendabteilung.